# Técpatl

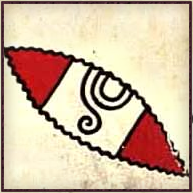
Técpatl (Cuchillo de sacrificio), imagen basada en el Códice Borgia

En la cultura mexica, Técpatl era un cuchillo de pedernal hecho de obsidiana o sílex, de figura lanceolada, con hoja de doble filo, con extremos alargados, terminando ambos en punta redondeada o bien uno en punta y el otro achatado. Puede estar representado con la mitad superior de color rojo, que recuerda el color de la sangre, en representaciones de sacrificios humanos y el resto de color blanco, indicando que es el sílex de la navaja misma.
El Técpatl era tradicionalmente un cuchillo para sacrificios humanos utilizado por los mexicas, pero también, era el arma de corto alcance de los guerreros jaguar, a pesar de que sólo pudo haber tenido un uso limitado contra sus enemigos en el campo de batalla. Los bordes afilados del técpatl, lo convirtieron en un arma eficaz.

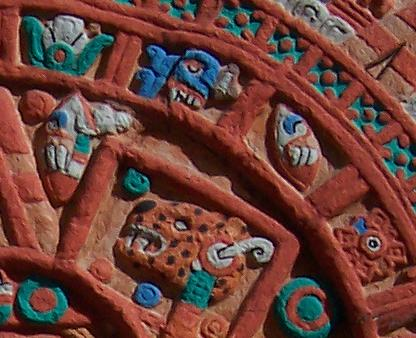
Representaciones de técpatl en la Piedra del Sol

.

### Calendáricamente
- El técpatl, era uno de los cuatro símbolos portadores de los años. Junto con ácatl ,"caña"; calli, "casa" y tochtli, "conejo".

- Era el inicio de una de las veinte trecenas del tonalpohualli.

- De igual manera, era el nombre del décimo octavo día, de uno de los 20 días del calendario solar.[2]

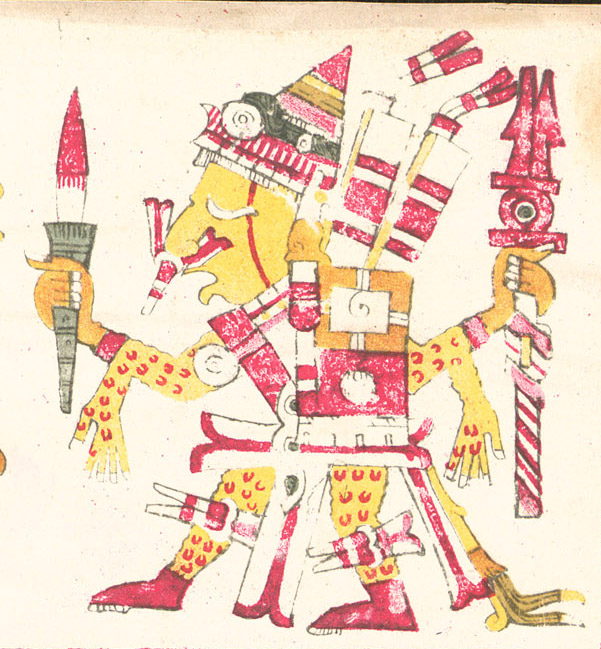
Xipe Tótec, portando un técpatl ensangrentado en la mano derecha (Códice Borgia).

## Origen mítico de Técpatl
Técpatl, es uno de los símbolos más complejos de la iconografía y cosmovisión mexica. Este cuchillo expresa múltiples significados que lo hacen portador de una compleja visión del mundo en la que encontramos íntimamente asociadas las nociones de origen y sacrificio humano.
El Técpatl (Pedernal) nace en la altura de los cielos con forma de cuchillo, y fue arrojado por su hermano, y tiene como destino, descender del cielo a la tierra. Cae en Chicomóztoc (El Lugar de las Siete Cuevas) matriz primordial de los pueblos, fragmentándose en mil seiscientos pedazos, y de él salen mil y seiscientos dioses, que son los primeros dioses aquí en la tierra. Estos dioses que salen de las Siete Cuevas son los Centzon Mimixcoa (cuatrocientas serpientes de nubes). Esto lo confirma otra versión del mito donde el Pedernal funciona como marcador temporal del acontecimiento, apareciendo como fecha caléndarica, como portador del año en que nacen los Centzon Mimixcoa: “En el año 1 Técpatl nacieron los Centzon Mimixcoa, Iztac Chalchiuhtlicue (la de la blanca falda de jades) engendró a los cuatrocientos mixcohua. Luego entraron en la cueva; y cuando entraron en la cueva, otra vez parió la madre de ellos. Nacieron también cinco Mimixcoa“.
En la versión de la Leyenda de los Soles, Técpatl se transforma en marcador temporal del nacimiento de los Centzon Mimixcoa, y el nombre de la diosa madre cambia a Iztac Chalchiuhtlicue (la de la blanca falda de jades).
Según Sahagún y Durán nos presentan a su vez la homología entre este mito y el ritual. "Entre los atavíos que llevaba la mujer que representaba a Cihuacoatl en las fiestas, traían también una cuna a cuestas, como quien trae a su hijo en ella, y poníase en el tíanquez entre las otras mujeres, y desapareciendo dejaba allí la cuna. Cuando las otras mujeres miraban lo que estaba en ella, y hallaban un pedernal como hierro de lanzón, con que ellos mataban a los que sacrificaban". Por su parte, Durán relata refiriéndose a los sacerdotes: “buscaban una cuna de niño y echaban en ella un cuchillo de pedernal con que sacrificaban al cual llamaban el hijo de Cihuacoatl”
En la versión donde del Técpatl nacen los cuatrocientos Centzon Mimixcoa, el nombre de la madre es Citlalinicue. En la versión en que Técpatl es marcador temporal del nacimiento, la madre es Iztac Chalchiuhtlicue, y en los ritos, la madre de Técpatl es Cihuacoatl. Son tres advocaciones distintas de la madre primordial: la cola de las estrellas, la de la blanca falda de jades, la mujer serpiente, que a la vez es una deidad guerrera, madre de Técpatl, del que nacieron los cuatrocientos mimixcoa, los primeros dioses en la tierra, en Chicomoztoc, la matriz de los pueblos.

## Técpatl en la mitología mexica
En la mitología mexica, se le dibujaba algunas veces, como una simple hoja de pedernal, con punta y ciertas muescas en el filo, en el Códice Borgia, aparece de color rojo.
Técpatl era asociado con el Norte cardinal (Mictlampa), el lugar obscuro de la eterna quietud y descanso de los muertos.
En la antigua Anáhuac, Técpatl era considerado como símbolo de Xiuhtecuhtli Tletl (fuego protector de la hierba o fuego protector del año), por ser el más antiguo procedimiento de sacar chispas, haciendo chocar dos pedernales. Así mismo, técpatl se relaciona con Ehecatl, ya que en los Códices, se representan los grandes vientos con la imagen de técpatl, para significar que el aire corta como navaja, por esto mismo se representa a xopantla (la primavera), la época de los grandes vientos. Según Diego Durán, los antiguos anahuacas tenían a técpatl como el más malo signo de todos, ya que, los hombres y mujeres nacidos bajo este signo, eran en todo dichosos, pero, propensos a la esterilidad, por lo que nunca tendrían hijos; lo cual era motivo de gran tristeza.

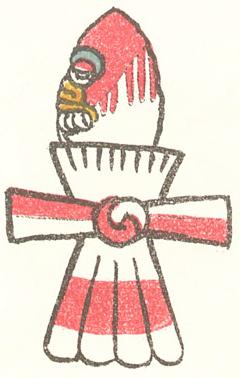
Técpatl (Mes 18 del Calendario Azteca) (Imagen basada en el Códice Magliabecchiano)

## Técpatl como símbolo calendarico
Era símbolo lunar y por consiguiente, regia los acontecimientos agrícolas. Sus dioses patrones eran: Chalchiuhtotolin y Tezcatlipoca.
En la trecena Ce Técpatl (Uno Pedernal), los dioses patrones eran Tonatiuh y Mictlantecuhtli. En el día Ce Técpatl (Uno Pedernal), se dice es el número calendarico de Huitzilopochtli, dios patrón de Tenochtitlan.
Año 1 técpatl (1064): el pueblo azteca abandonaba su lugar de origen, Aztlán, para emprender un largo y difícil viaje por las áridas tierras septentrionales de lo que hoy se conoce como la Ciudad de México.

## Técpatl como instrumento para el sacrificio humano
El técpatl o cuchillo de sacrificios, era un elemento importante en los rituales mexicas. Con el técpatl, los sacerdotes abrían el pecho de las víctimas de sacrificios humanos para extraer el corazón que habría de alimentar a los dioses, con la esperanza de que dicho presente trajera bendiciones para la humanidad. El procedimiento sacrificial más generalizado entre los aztecas, era el que se realizaba por extracción del corazón (cardiectomía).
Existen diferentes tipos de cuchillos, algunos de ellos hacen alusión al sacrificio humano, al ser tallados en forma de silueta de un cráneo, donde la nariz también servía como arma.
En los pocos técpatls que han sobrevivido, hay algunas representaciones de deidades en sus mangos. Un famoso ejemplo prehispánico es la imagen labrada de una figura que usa un ornamento circular en las orejas y un gran lazo de plumas, lo cual asocia a esta figura con Tonatiuh, el dios del sol. Los brazos de Tonatiuh parecen estar sosteniendo la hoja del cuchillo. Este cuchillo en particular, acentúa la importancia de los sacrificios humanos para alimentar a los dioses, en especial al dios del sol, quien ilumina la tierra y sustenta la vida.
El técpatl, se encuentra representado de perfil en códices y siempre relacionado con el sacrificio humano.

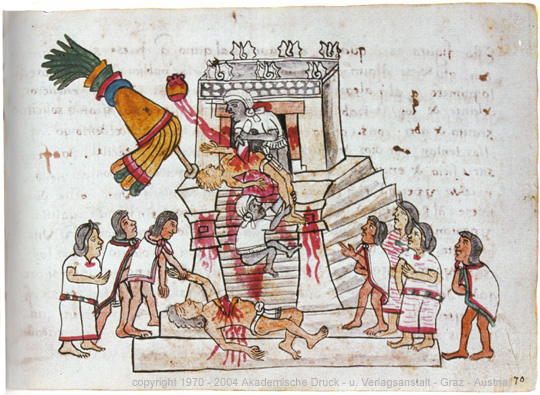
Sacrificio humano por extracción del corazón por medio de un técpatl (Imagen basada en el Códice Magliabechiano)

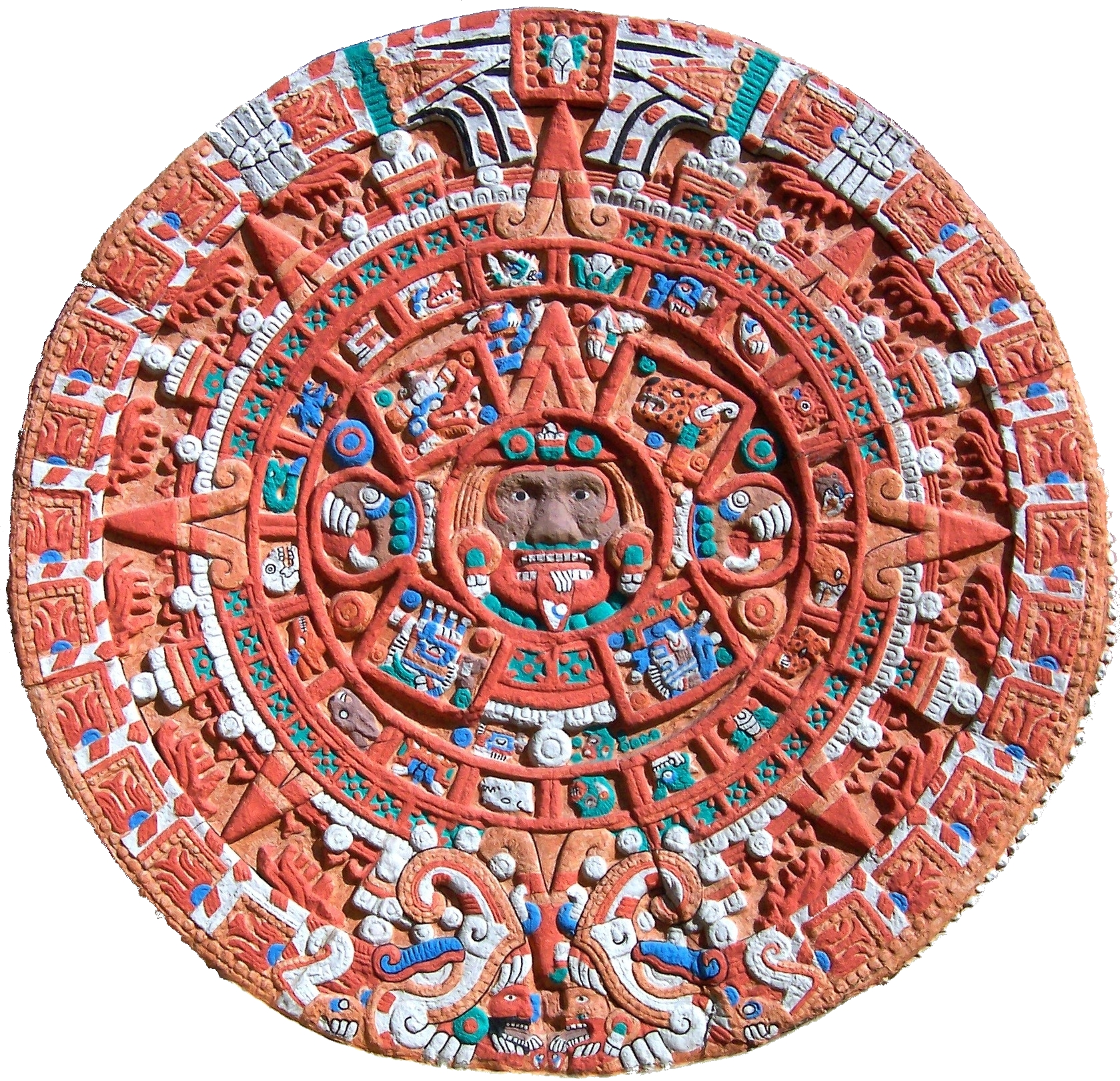
Piedra del Sol

.

## Técpatl en la Piedra del Sol
Al cuchillo de pedernal, lo encontramos representado en los siguientes puntos de la Piedra del Sol:
1. La lengua del rostro central.
2. La fecha Ce Técpatl, esculpida junto al rayo solar central, entre el cuadrete de Nahui Ocelotl. Aquí el Pedernal porta un glifo de Tezcatlipoca.
3. El glifo técpatl dentro del círculo de los veinte días.
4. Las lenguas que sacan los rostros antropomorfos de perfil que emergen de las fauces de las dos xiuhcoatl en el anillo externo del monumento.
5. En el canto de la piedra, alternándose con glifos de estrella, y también lo encontramos en cada uno de estas estrellas representando los rayos de estas.
6. La xihuitzolli, diadema real, que aparece en el costado del rayo solar central y el cuadrete del Nahui Ehecatl. El centro de la diadema tiene una forma muy parecida a la del cuchillo podemos ver en las otras representaciones del monumento.

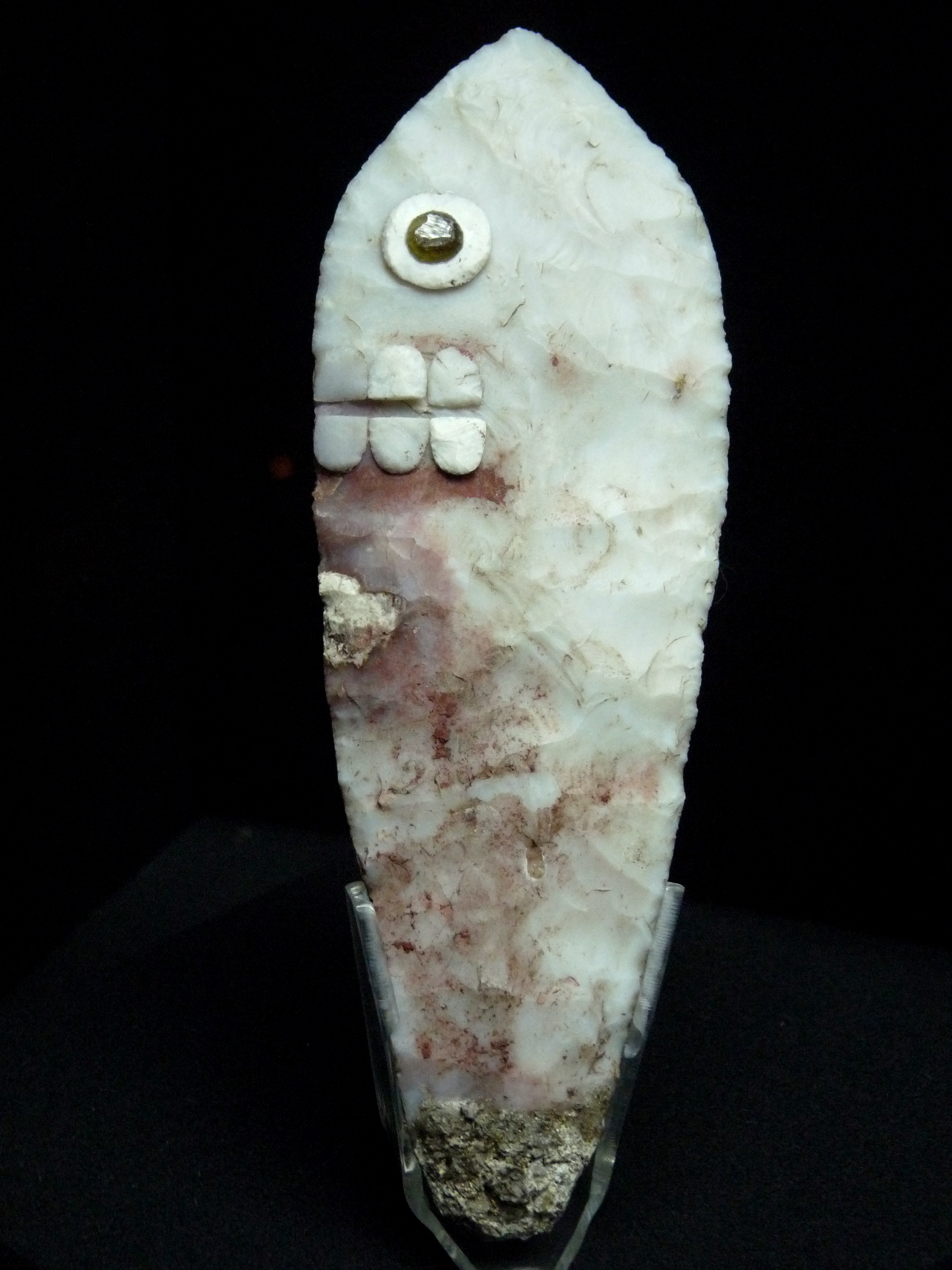
Cuchillo de sacrificio Azteca en Sílex, expuesto en el Museo del Templo Mayor, en la Ciudad de México.

## Técpatl y Nahui Ollin
En la versión de fray Jerónimo de Mendieta sobre el origen de Técpatl: Los Centzon Mimixcoa sean los primeros hombres-dioses, estos dioses serán los que crearán a la humanidad y posteriormente se sacrificarán en Teotihuacán, unos lanzándose al fuego, los demás abriéndose el pecho con un cuchillo de pedernal, esto con el objetivo de que el nuevo Sol tuviera movimiento y vida.
Este relato tiene relación con dos de los principales elementos iconográficos de la Piedra del Sol: uno es el Cuchillo de
Pedernal (Técpatl), y el otro es el glifo Cuatro Movimiento (Nahui Ollin).

## Técpatl y Mixcoatl-Tezcatlipoca
En la versión de la Leyenda de los Soles además de los cuatrocientos, nacen otros cinco mimixcoa. El Sol manda a los cinco mimixcoa a destruir a sus hermanos mayores, pues éstos no dedican nada de lo que cazan ni al Sol, ni al señor de la Tierra. Entre estos cinco está Mixcóatl, que después de destruir a los cuatrocientos mimixcoa se le da por dios al pedernal blanco que brota del cuerpo de Itzpapalotl: “la quemaron (a Itzpapalotl), y estalló varias veces. Primero brotó el pedernal azul celeste; la segunda vez brotó el pedernal blanco. Tomaron el blanco y lo envolvieron en una manta. La tercera vez brotó el pedernal amarillo; tampoco lo tomaron, solamente lo vieron. La cuarta vez brotó el pedernal rojo; tampoco lo tomaron. La quinta vez brotó el pedernal negro; tampoco lo tomaron. Mixcóatl adoró por dios al pedernal blanco, al cual envolvieron; lo cargó a cuestas y se fue a combatir en el lugar nombrado Comallan: va cargando su dios de pedernal, Itzpapalotl”.
En los códices mexicanos, se relata el mito donde Tezcatlipoca cambia su nombre por el de Mixcoatl en el segundo año después del diluvio y crea el fuego a partir de los pedernales. Lo cual explicaría la razón por la cual, en la Piedra del Sol, se encuentra a Técpatl portando el glifo de Tezcatlipoca. El Técpatl, vinculado con el origen del fuego, también se lo identifica como símbolo de la luz del sol y de las estrellas.

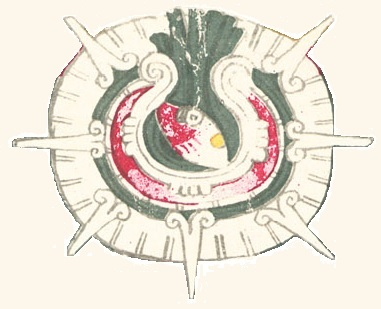
Técpatl representado en la luna (Códice Borgia, página 18).

## Técpatl asociado a la luna
En los Códices, generalmente la luna es representada sobre un marco de noche oscura, como una especie de vasija cortada en forma transversal y normalmente llena de un líquido. La vasija parece estar formada por un hueso torcido, y en su interior casi siempre se encuentra la figura de un conejo, de un técpatl o en ocasiones de un pequeño caracol. A veces, la luna es representada en la misma forma que el sol, con rayos, pero con colores distintos y con un caracol o un técpatl en el centro.
En el Códice Borgia, se plasma al cuchillo de pedernal en el interior del glifo lunar, sustituyendo al conejo. Esta sustitución, alude sin duda alguna, a la relación entre la Luna y la muerte. En la Leyenda de los Soles, el nombre del dios que será la Luna es Nahui Técpatl (Cuatro-Cuchillo de pedernal).

## Antropomorfización de Técpatl
En otras representaciones más elaboradas, además de la forma básica, técpatl puede aparecer en forma antropomorfizada, con rasgos humanos en un rostro descarnado. Con dos a siete dientes y un ojo en la región central, el cual posee una pupila al centro; este ojo es similar al que aparece en la imagen de miquiztli (muerte). Los ojos están elaborados de pequeños círculos de sílex, al igual que los dientes y las pupilas de obsidiana o hematita. Sobre los ojos, puede presentar una ceja manufacturada por pequeños mosaicos de turquesa. Algunas veces, puede presentar un elaborado mango hecho de madera o piedra con incrustaciones de turquesa y concha.

## Deidificación de Técpatl
El técpatl o cuchillo de sacrificio, era considerado la deificación del instrumento de sacrificio humano.
Otras veces, al pedernal se le representaba deidificado como un rostro de perfil, con rasgos humanos simulados por medio de dientes o fauces erizadas de colmillos y un ojo.
Un cuchillo encontrado en el Templo Mayor de Tenochtitlan, muestra un rostro de perfil que presumiblemente representaría al portador de año técpatl (una deidad menor). Sus dientes y ojos han sido acentuados con incrustaciones de pedernal blanco y de obsidiana. Como se trata de un cuchillo sagrado de sacrificios, está simbólicamente relacionado con Mictlan, la parte inferior del universo donde viven los seres descarnados. Mictlan estaba asociado con el color negro y con el técpatl (cuchillo de sacrificios). Este cuchillo está asociado con el dios negro Tezcatlipoca, quien encarna a un cuchillo de obsidiana que representa al viento negro. Como cuchillo de sacrificios, también está asociado con el Norte (la dirección de la muerte) y con el dios desollado Xipe Tótec.

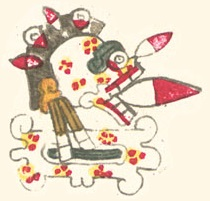
Mictlantecuhtli con pedernales representando nariz y lengua (Códice Borgia, página 18).

## Técpatl representado como lengua y/o nariz
El cuchillo insertado en la cavidad nasal simboliza "cortar el aire", que es un elemento vital, como simbolización de la muerte. La lengua en forma de cuchillo de obsidiana (técpatl), expuesta hacia a fuera, indica la necesidad de ser alimentada con la sustancia mágica, que era la sangre y el corazón humanos.
En excavaciones del Templo Mayor, se encontraron 33 máscaras-cráneo que representaban a Mictlantecuhtli (dios de la muerte); se trata de la porción rostral de cráneos humanos, adornadas con concha y pirita para figurar los ojos, y con cuchillos de sacrificio para simular nariz y lengua.
En el Códice Borbónico se encuentra a Xolotl con lengua de pedernal y portando otro cuchillo con su mano derecha. Tlaltecuhtli (señor de la Tierra), se lo encuentra en varias esculturas y códices, con un técpatl representando la lengua de la deidad. En la Piedra del Sol, la lengua del rostro central de Tonatiuh es un técpatl. En el Códice Borgia, Mictlantecuhtli (señor del inframundo) aparece como un activo sacrificador armado de un hacha o un técpal, presto a extraer el corazón de sus víctimas, su nariz y lengua acusan la forma de filosos cuchillos.

## Técpatl en la cosmovisión mexica
Técpatl se encuentra en el medio de la cosmovisión mexica, ya que, en la Piedra del Sol se encuentra en el centro, era la vía ritual para sacar a la luz el corazón del sacrificado, y por ende, era un mediador entre la vida y la muerte, entre el ámbito divino y el humano, entre los cielos, la tierra y el inframundo. Guarda en sí mismo el potencial transformador del fuego, es una expresión de la luz celeste de las estrellas aquí en la tierra.

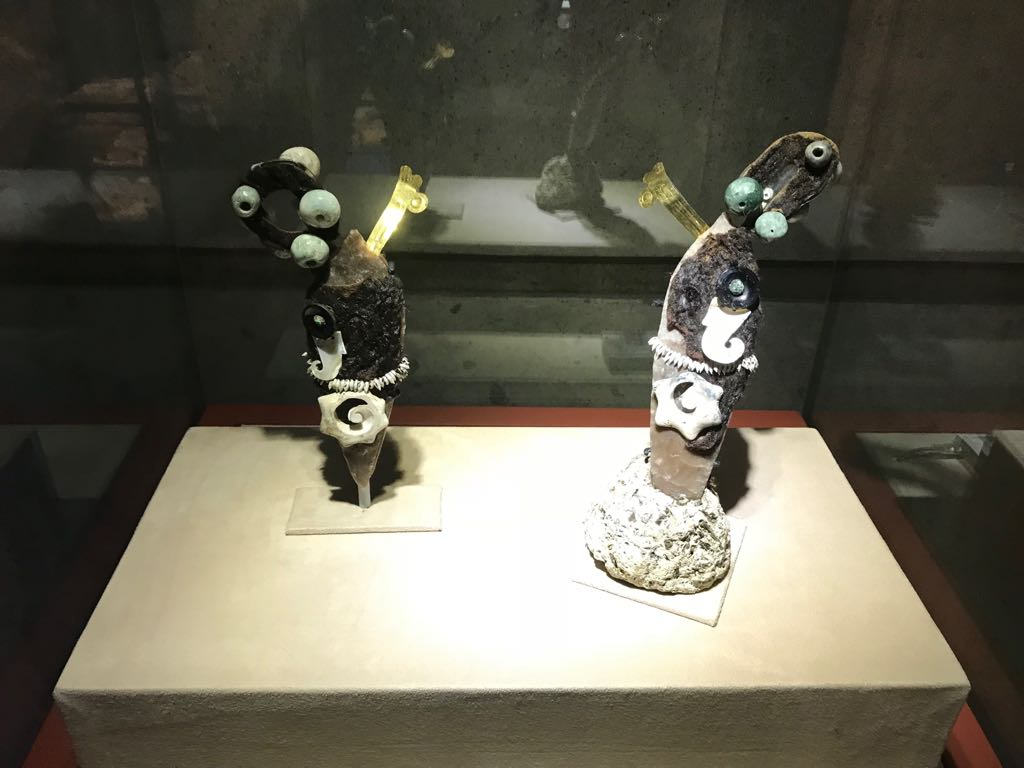
Técpatl de sílex forrado con piel de mono araña y decorado con caracoles marinos, jade y laminas de oro, Museo del Templo Mayor, Ciudad de México.
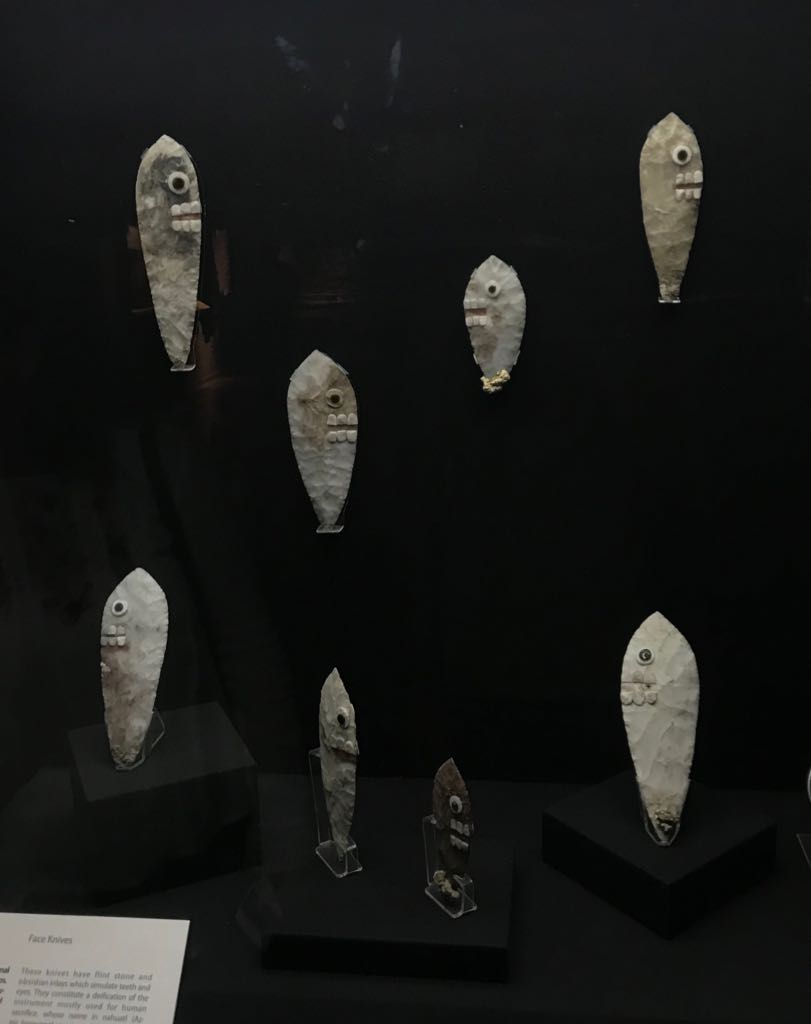
Conjunto de cuchillos Técpatl en el Museo del Templo Mayor, Ciudad de México.